# Textile
Pour les articles homonymes, voir Textile (homonymie).

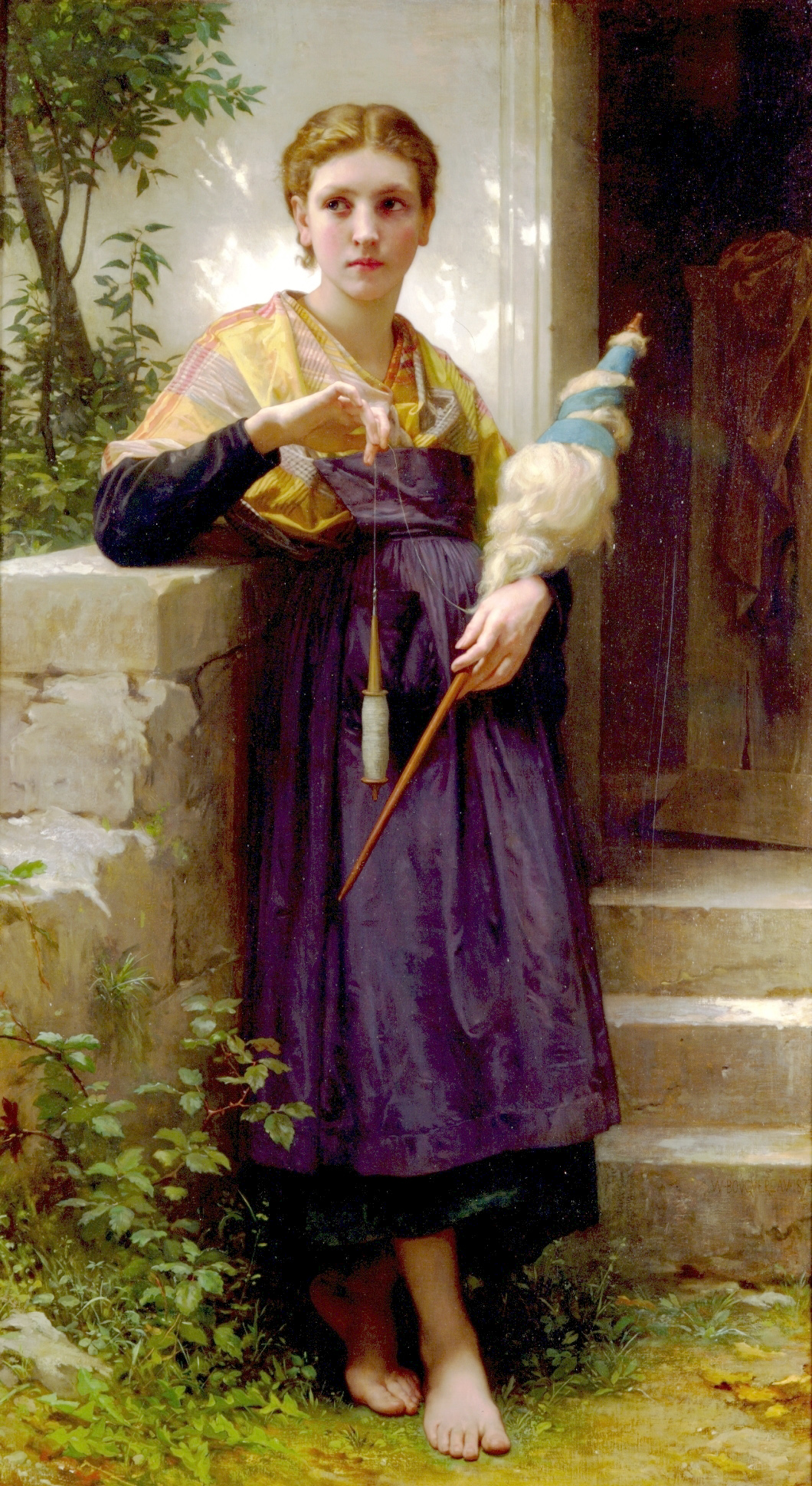
La Fileuse, William Bouguereau, XIXe siècle.

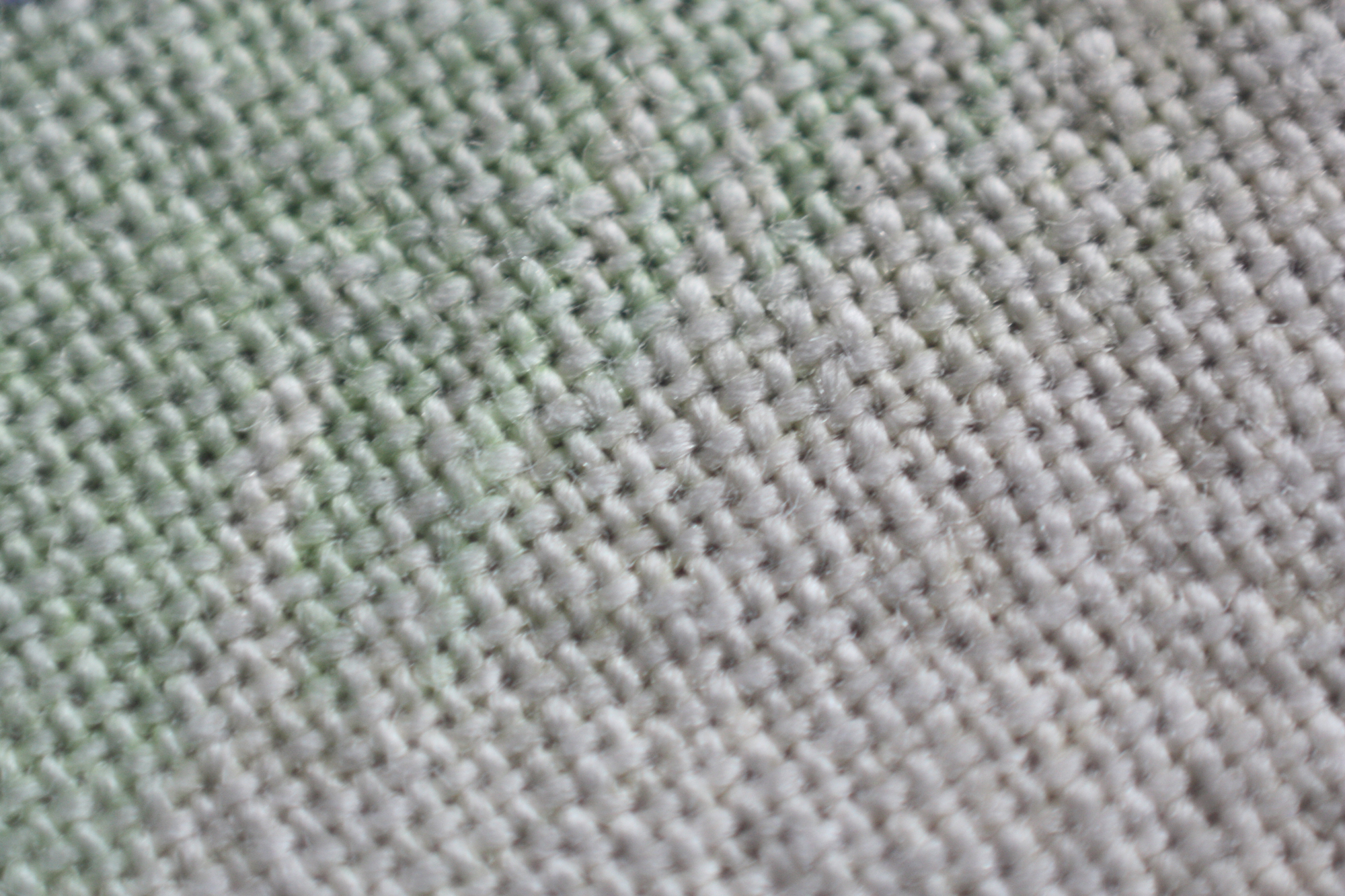
Détail d'un objet tissé. Armure toile.

Un textile est un matériau souple bidimensionnel constitué de fibres.
Il peut être obtenu par tissage, tricotage, ou par des processus de non-tissé.
Initialement, il désigne donc un matériau qui peut se diviser en fibres ou en fils textiles, tels le coton, le chanvre, le lin, la laine (textiles organiques) ou la pierre d'amiante (textile minéral), puis avec la découverte de nouvelles techniques, les fibres synthétiques.
L'action de séparer les fibres d'un textile s'appelle le filage. Par extension, le mot textile peut également s'appliquer au résultat après transformation, un drap est un textile.
S'il est tissé, le textile forme un tissu. Dans le cas contraire, il forme une étoffe servant à rembourrer et orner. À la fin du XVIe siècle, l'étoffe prend le sens plus spécifique de textile servant à l'habillement ou à l'ameublement avant de devenir un nom générique pour désigner des fils enlacés sur un métier à tisser. Aujourd'hui, on trouve des tissus formés par pressage ou agglomération de textile, une extension technique moderne aboutissant à l'expression contradictoire tissu non tissé.
On distingue deux grandes classes de textiles auxquelles s'ajoutent plusieurs sous classes possibles :
- Textiles traditionnels : textiles pour lesquels on porte l'attention sur l'apparence et le confort. Il s'agit surtout du domaine de la mode, souvent du vêtement, mais aussi de l'ameublement (draps, tentures, rideaux, nappes, serviettes, tapisseries).
- Textiles techniques : sont classés dans cette catégorie tous textiles pour lesquels importent les caractéristiques mécaniques, chimiques, physico-chimiques et ayant une application technique : géotextile, textile médical, matériaux composites à renfort textile.

Par exemple les filtres, le feutre, les mèches, le fil, les tricots, le papier, etc. sont des textiles.
On parle de textiles intelligents ou actifs dès lors que le textile a la capacité de sentir une information dans son environnement et d'y répondre avec un comportement spécifique.

## Historique

### Préhistoire
En 650000 av. J.-C. (date établie par l'analyse paléogénétique du pou du vêtement), les premiers vêtements portés étaient probablement en peaux et fourrures d'animaux rêches et grossières, protégeant le chasseur-cueilleur préhistorique des glaciations du Pléistocène : en utilisant des grattoirs pour racler la viande d'animaux, ils se sont servis de leur peau comme costume drapé ou enfilé, ont utilisé de fines lanières de cuir pour attacher les fourrures.
En 40000 av. J.-C., l’homme de Cro-Magnon a développé des outils pointus plus fins comme des poinçons ou des aiguilles à coudre en os d'animaux, pouvant percer de petits trous dans les peaux, et ainsi lacer ou coudre des tuniques.
C'est le mouton qui fut d'abord domestiqué en Mésopotamie en raison de la qualité de sa laine, Hammurabi appelant la Babylone le « pays de la laine ». Facile à travailler, elle était filée et tissée avec des techniques encore utilisées en vannerie, la laine tissée étant plus chaude que les fourrures. Le premier outil de filage consistait en un petit bout de bois doté d'un crochet qui permettait d'attraper le fil. Il était possible de rouler la branche sur la cuisse afin de rendre la torsion plus rapide. Le fil était quant à lui enroulé autour de la branche afin de pouvoir être stocké et maintenu en place. Il est possible de filer avec la branche. Toutefois, si ce procédé est particulièrement adapté à l'apprentissage, il en demeure relativement lent. Une alternative fut donc nécessaire. La maîtrise de la fabrication d'objets et de vêtements créés avec des fibres textiles durant les temps préhistoriques est une étape essentielle pour les chances de survie des populations préhistoriques.
En 34000 av. J.-C., la découverte de fibres teintes de lin naturel et de laine de chèvre portant des marques de torsion dans des couches d'argile de la grotte de Dzudzuana en Géorgie suggère l'utilisation de matériaux textiles. Bien qu'elles aient pu être utilisées comme cordage pour l'emmanchement des outils en pierre ou pour le tressage de nattes et paniers, ces fibres ont probablement servi au tissage de vêtements à coudre, l'équipe de chercheurs ayant trouvé associés à ces fibres des mites, des larves de coléoptères et des spores de Chaetomium (en) typiques de la dégradation des textiles.
Le tissage rend l'étoffe plus résistante. Cette technique néolithique nécessite le filage de la laine de mouton ou de chèvre, de la fibre de coton, laine, lin, ou soie, ces fibres pouvant subir une torsion à la main pour former un fil solide. L'art du filage est attesté dès la sédentarisation des hommes qui découvrent qu'il est possible de fabriquer un fil solide en parallélisant les poils ou les fibres végétales (laine, lin) puis en donnant manuellement une torsion aux faisceaux de fibres.
Vers 8000 av. J.-C., l'homme préhistorique apprend progressivement à macérer les fibres végétales pour les rendre flexibles (technique du rouissage) ainsi qu'à détacher les poils des cuirs grâce à des silex taillés, fabriquant d'abord des feutres. Le premier feutre est évoqué sur des motifs de peinture murales du site néolithique de Çatal Höyük, de lin, laine, poils, fourrure, voire en écorce d'arbre, mais le feutre reste une étoffe moins résistante que le tissu.
Dès 6000 av. J.-C. en Judée une forme de tricot, le nalbinding[style à revoir].
Au VIe millénaire av. J.-C., le filage au fuseau et à la quenouille, constitués de différents matériaux, pour le lin et la laine est attesté (découverte dans le village néolithique de Sesklo de fusaïole) jusqu'à l'apparition du rouet au début du XIVe siècle au Moyen-Orient. C'est au XVIIe siècle qu'on ajoute une pédale au rouet pour libérer la main droite du fileur et améliorer la technique. Mais malgré ce progrès, le tissage et le filage restent des opérations lentes, artisanales et relativement onéreuses.

### Mécanisation
En 1746, la première manufacture d'indiennes mulhousienne est créée dans ce qui est encore la République de Mulhouse (en allemand : Stadtrepublik Mülhausen) par Koechlin, Schmaltzer et Jean-Henri Dollfus. Dans les années 1760 apparaît, au Royaume-Uni, le premier métier à filer mécanique (en anglais : Spinning jenny).
En 1771, Richard Arkwright crée la première filature industrielle.
Crompton invente[Quand ?] quant à lui la spinning mule permettant à un seul ouvrier de commander jusqu'à 1 000 fuseaux.
En 1812, tous les métiers à filer du Royaume-Uni produisent autant que quatre millions de rouets.

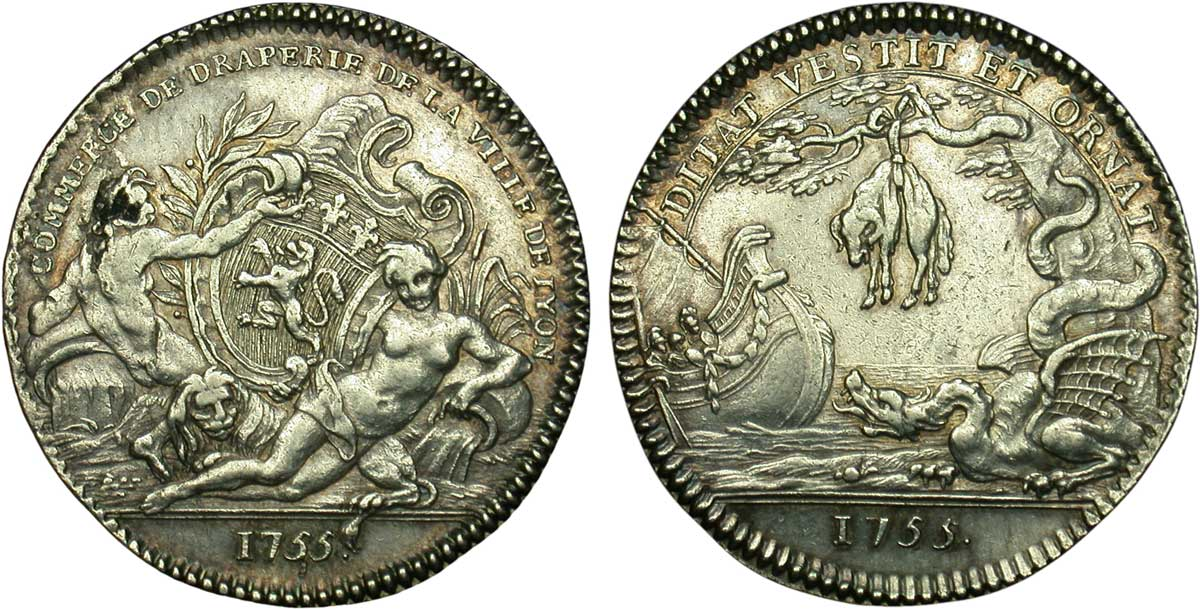
Jeton de la corporation des commerces de draperie

Le filage industriel se développe avec deux inventions : d'une part, la machine à égrener le coton pour fournir la fibre ; d'autre part, celle du métier à tisser pour utiliser le fil. L'expansion des filatures crée un exode rural qui engendre une mécanisation agricole visant à maintenir les niveaux de production et oblige les artisans fileurs à se reconvertir. Le travail en filature ne demandant ni force, ni aptitude spéciale, la main d'œuvre bon marché que sont les femmes et les enfants est préférée, avant que l'évolution de la législation ne finisse par interdire le travail des enfants.

## Matières premières
Les matières textiles sont généralement classées en trois grandes catégories en fonction de leur origine. On distingue ainsi les matières naturelles (végétales ou animales), artificielles et les matières synthétiques.

### Matières naturelles
Les matières premières naturelles proviennent d’origine végétale ou animale. Chaque matière inclut divers avantages et inconvénients, et est généralement déclinée en différentes variétés.
- La laine : d’origine animale, elle est obtenue à partir de la toison du mouton ou d’autres animaux. Cette matière se démarque par sa douceur et sa légèreté, mais aussi par son confort et sa capacité à tenir chaud. Cependant, la laine est une matière délicate, résiste mal aux frottements et est sensible à la lumière. On distingue différentes variétés de laine parmi lesquelles le mérinos, le cachemire, l’angora et l’alpaga.
- La soie : également d’origine animale, la soie est issue du cocon produit par la chenille du bombyx du mûrier communément appelée ver à soie. Cette matière aux filaments longs et brillants est résistante tout en gardant une certaine douceur au toucher. Le confort qu’elle procure et sa bonne isolation en fait un produit haut de gamme au prix souvent élevé.
- Le coton : d’origine végétale, le coton est une fibre qui recouvre les graines du cotonnier. Très doux au toucher, il est généralement agréable à porter et bénéficie d’une bonne robustesse et souplesse. Il a tendance à se froisser facilement et n’est pas bon isolant.
- Le lin : le lin est une matière textile extraite des fibres de la plante du même nom. Cette matière très résistante d’origine végétale est dotée d’un fort pouvoir absorbant et d’une certaine fraîcheur au porter, ce qui la rend idéale pour l’été. Le lin a cependant tendance à se froisser facilement et à jaunir lorsqu’il est exposé à la lumière.

### Matières artificielles
Les matières artificielles sont constituées de fibres fabriquées à partir de la cellulose extraite des végétaux. La matière première artificielle la plus utilisée est sans aucun doute la viscose qui est fabriquée à partir de cellulose extraite de bois notamment. La viscose est dotée d’un bon pouvoir absorbant et se démarque par sa brillance similaire à la soie. Elle est en revanche critiquée pour sa facilité à se froisser et sa faible résistance à l’humidité. Ce n’est pas la seule matière artificielle, on dénombre également le modal, le cupro ou encore l’acétate de cellulose.

### Matières synthétiques
Les matières synthétiques présentées ci-dessous sont produites par synthèse de composés chimiques provenant majoritairement d’hydrocarbures ou d’amidon. Elles sont généralement mélangées à des fibres naturelles afin de faire baisser le prix de revient tout en bénéficiant des avantages apportés par ces matières de synthèse.
- Le polyester : très bon isolant thermique, le polyester est résistant à l’usure, la luminosité et aux mites. Ce textile supposé infroissable est cependant doté d’un faible pouvoir absorbant et ne laisse pas respirer la peau.
- Le polyamide : le polyamide matière textile résiste parfaitement à l’usure et aux mites tout en étant un très bon isolant thermique et bénéficiant d’une excellente résistance à la traction. Le polyamide demeure malgré ses qualités un textile au pouvoir absorbant faible, au toucher froid et relativement sensible à la lumière.
- L'acrylique : l’acrylique est une matière synthétique résultant de la réaction de l’ammoniac sur un dérivé du pétrole. C’est un textile très résistant aux tractions, agréable au toucher, insensible aux mites mais également un très bon isolant thermique. Comme tous les textiles de synthèse, son pouvoir absorbant est relativement faible. Il a également tendance à retenir l’électricité statique et à jaunir sous l’effet de la chaleur.
- L'élasthanne : cette matière synthétique est reconnue pour son excellente élasticité. L’élasthanne est d’ailleurs régulièrement mélangée à d’autres fibres textiles dans le but de les rendre plus extensibles. Outre cette qualité, cette matière très légère est agréable au toucher et suffisamment résistante. Elle a cependant tendance à jaunir de par sa sensibilité à la chaleur et à la lumière.

## Techniques

### Fibres

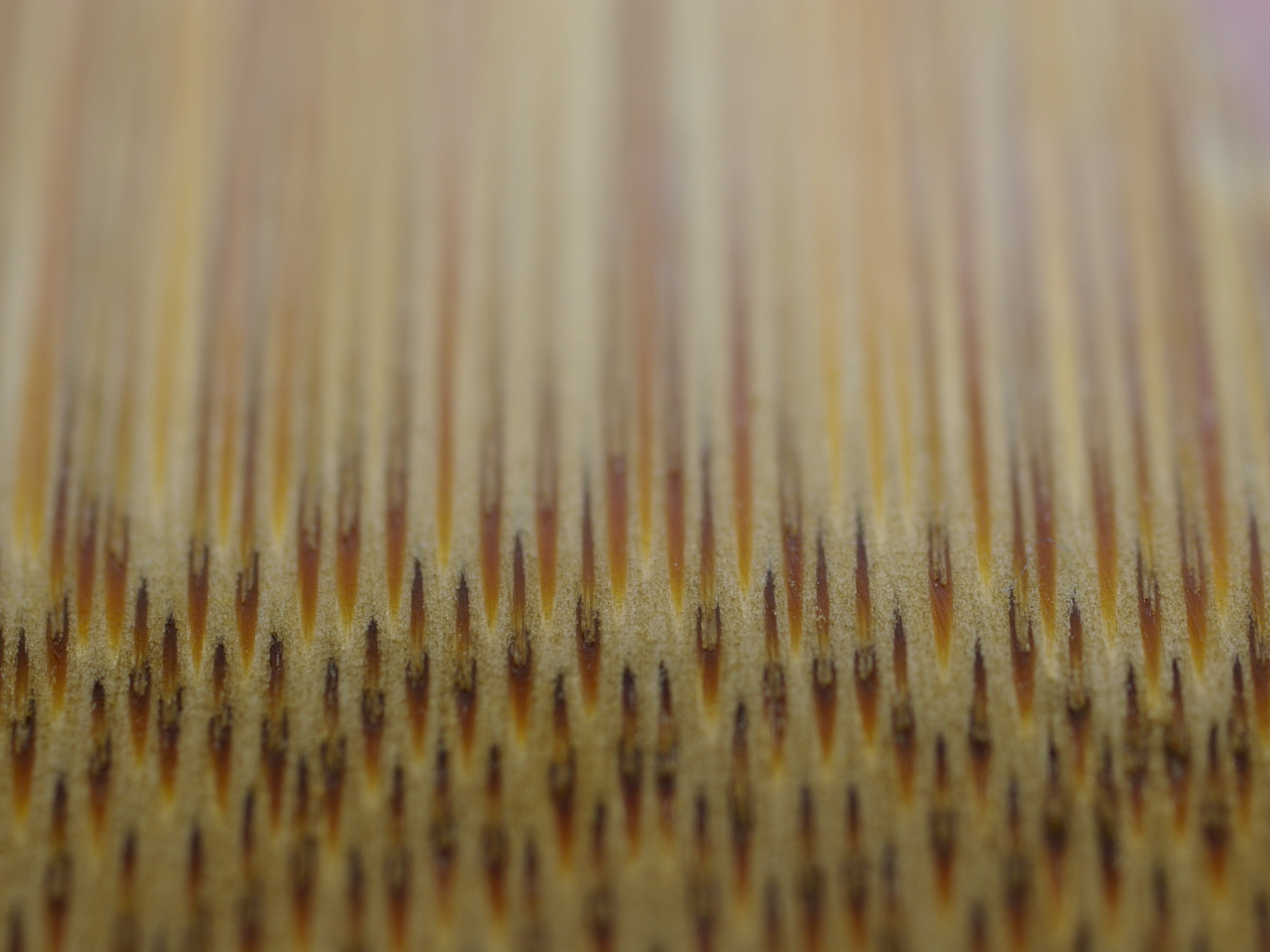
Fibre de bambou vue au microscope

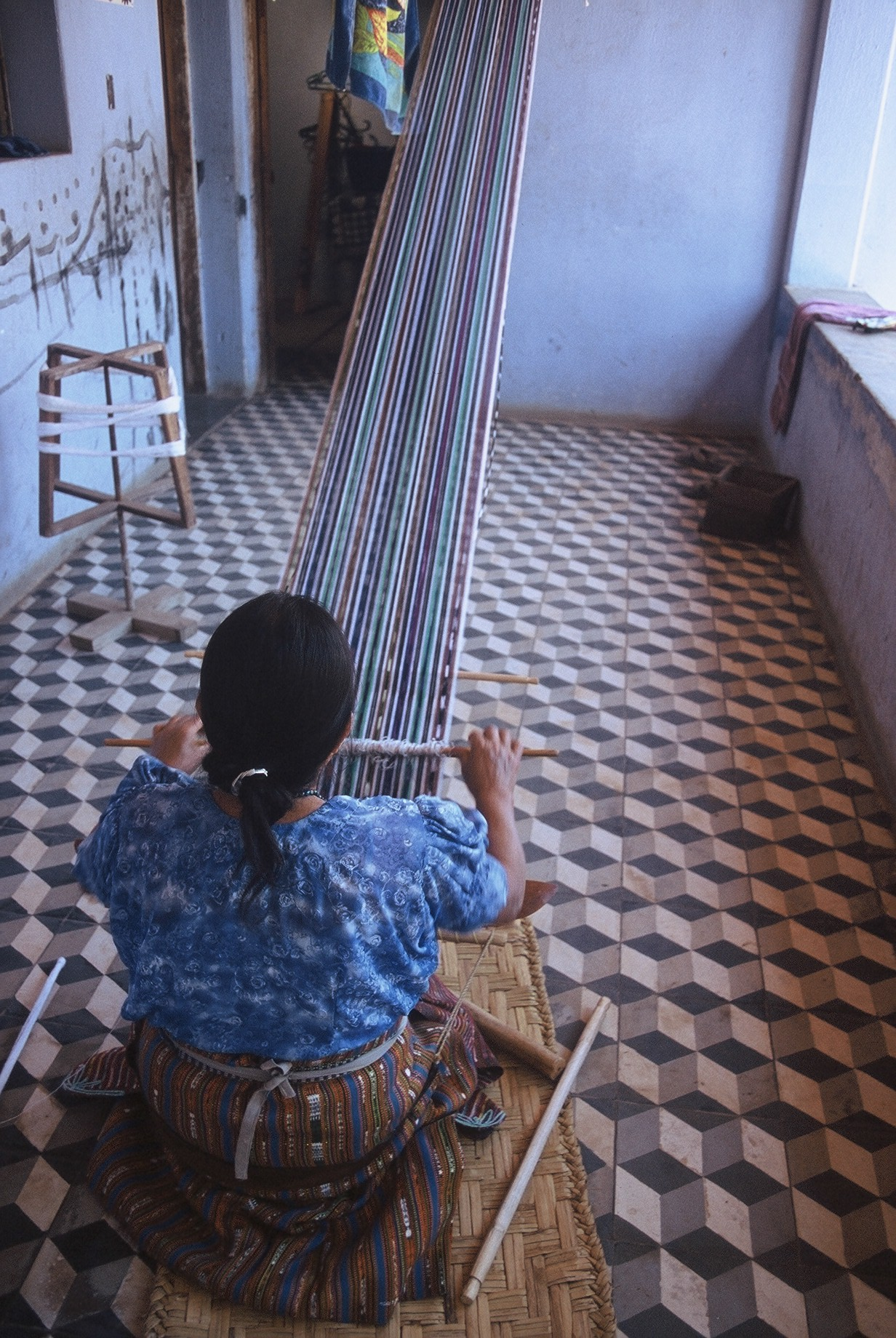
Tissage traditionnel maya.

Les fibres textiles sont classées en trois grandes catégories :
- Les fibres naturelles (existant à l'état naturel comme la Fibre de bambou) ; elles furent les premières à être utilisées pour la confection de vêtements.
- Les fibres chimiques :
  - Les fibres artificielles (fabriquées à partir de matières premières naturelles).
  - Les fibres synthétiques (obtenues par réactions chimiques).
- Les fibres minérales (silicate mixte de carbone et de magnésium) permettent la confection de tissus ignifugés[12] utilisés dès l'Antiquité.

### Filature

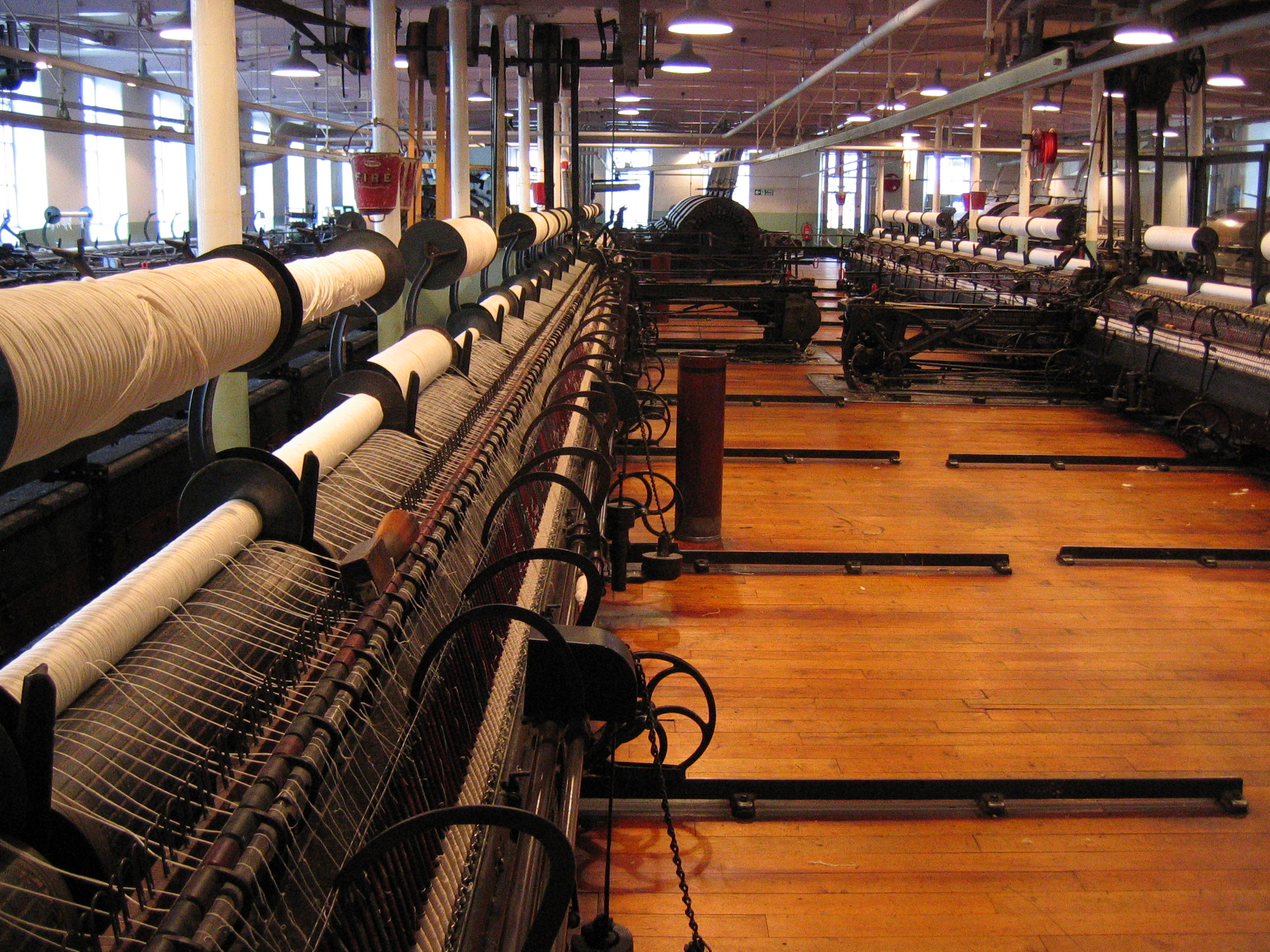
Filature industrielle.

La fabrication d'un fil nécessite le décorticage et le nettoyage de la matière première (égrenage), le desserrement et la parallélisation des fibres (cardage, peignage) puis enfin la filature.
La réalisation d'un fil est une succession d'étapes dépendant de la qualité du fil souhaité et du type de fibres à travailler, mais qui comporte toujours au moins trois phases :
- plusieurs filaments sont tirés de la filasse et rassemblés en mèche ;
- la mèche est roulée en fil par torsion ;
- le fil est mis en bobine pour être tissé.

Il existe deux grands processus de filature :
- la filature pour fibres longues (filature type laine) ;
- la filature pour fibres courtes (filature type coton).

Pour ces deux processus, on part de bourres de fibres nettoyées, si nécessaire, qu'on transforme en ruban puis en mèche puis en fil.
Filature de fibres continues ou filage :
- Pour les fibres synthétiques : par filage, on obtient un filament. Les filaments sont convertis (coupés) ou craqués pour obtenir des fibres pouvant être mélangées ;
- Pour les fibres naturelles : Un ver à soie est capable de sécréter un filament pouvant mesurer jusqu'à 1 500 m. La soie n'entre généralement pas dans les processus de filature décrits au-dessus. On assemble les filaments des soies, puis on fait un retordage de ces assemblages, qui peuvent ensuite être coupés pour être mélangés à d'autres fibres.

### Tissage
Le tissu est obtenu par le tissage qui est le résultat de l'entrecroisement, dans un même plan, de fils disposés dans le sens de la chaîne et de fils disposés, perpendiculairement aux fils de chaîne, dans le sens de la trame. Le liage obtenu entre ces fils de chaîne et trame se définit par une armure.
On distingue trois grandes classes fondamentales d'armures : toile, sergé et satin.
Il existe des armures dérivées des trois précédentes : le reps, le cannelé, le croisé, le satin à répétition, etc. Un tissu peut être composé de plusieurs armures différentes et dans ce cas on parle de tissu façonné (par exemple le velours de Gênes).
Le métier Jacquard permet la sélection de fils de chaîne de façon indépendante tandis que les métiers à cadres font une sélection de cadres et donc de groupes de fils.
Selon l'utilisation qui est faite des fils, on parle de duites (fils de trame) et de fils (fils de chaîne). On peut aussi trouver des fils fantaisie quand une grande importance est donnée à l'esthétisme du fil au lieu de sa régularité. Il existe aussi les fils dit techniques utilisés dans des applications techniques.
Le tissage s'accompagne d'étapes précises dont les plus importantes sont :
- le bobinage : les fils sont disposés sur les bobines ;
- l'ourdissage : préparation de la chaîne sur le métier à tisser ;
- le rentrage : les fils de chaîne sont enfilés dans des tiges métalliques (les lisses) puis dans les dents du peigne ;
- une fois la pièce textile descendue du métier industriel et jusqu'à l'informatisation, les tissus de luxe (drap d'Elbeuf) destiné à l'habillement connaissent le rentrayage qui consiste à réparer à l'aiguille les grappes, c'est-à-dire les erreurs commises par le métier à l'occasion de la rupture d'un fil de chaîne ou de trame ou tout autre incident.

### Tricot
Plusieurs méthodes de tricotage ont été développées.
Le tricotage à mailles cueillies, appelé aussi tricotage trame est le plus connu. Il permet l'obtention de tricot jersey, interlock, côte 1x1, côte anglaise, etc. Ces mailles sont fréquemment utilisées dans les sous-vêtements, les tee-shirts, les pull-overs, les chaussettes, etc.
Le tricotage à mailles jetées ou chaîne permet la réalisation d'articles indémaillables. Les armures les plus fréquentes sont la charmeuse, l'atlas, le satin. Ces mailles sont utilisées dans la confection de maillots de bain, de lingerie, de voilages.

### Non-tissé
Les non-tissées sont des textiles dont les fibres sont maintenues de façon aléatoires, ils sont souvent classés selon leur domaine d'application ou leurs caractéristiques techniques.

#### Voie de fabrication
- voie humide (dite papetière)
- voie aérodynamique
- voie fondue

#### Voie de consolidation
- mécanique
  - aiguilletage
  - couture-tricotage
- thermollage

#### Applications
Les non-tissés les plus connus sont les feutres. Mais le grand public connaît également cette technologie sous la forme des lingettes ménagères ou cosmétiques.
- Pansements
- Isolation thermique ou phonique
- géotextile (drainage de liquide)
- filtres
- feutres

### Ennoblissement
L'ennoblissement désigne l'étape au cours de laquelle on peut modifier les propriétés du textile « brut », d'un point de vue esthétique ou fonctionnel.
On peut classer les techniques d'ennoblissement selon quatre catégories :
- la teinture, qui est un processus chimique permettant de colorer la fibre d'un textile[14]. Elle peut être réalisée sur fibre, sur fil, sur étoffe ou sur produit fini[15]. Dans ce dernier cas, on parlera de teinture en pièce[15].
- l'impression, qui consiste à appliquer un motif ou une couleur à la surface de l'étoffe[13]. Elle peut être réalisée sur étoffe ou sur produit fini[15].
- l'apprêtage, qui consiste à appliquer au textile un traitement physique ou à l'imprégner d'un produit chimique, qui va en changer les propriétés[14].
  - exemples d'apprêt physique : grattage (tissus polaires), gaufrage[15]
  - exemples d'apprêts chimiques : traitements infroissables, ignifugation, imperméabilisation[14]

- l'enduction, qui consiste à appliquer un polymère en couche superficielle, généralement sur l'une des faces du textile[16].

#### Teinture
| Nom    | Caractéristiques |
| ------ | --- |
| Ikat   | Procédé asiatique de teinture où les parties du fil à préserver de la teinture sont cachées par un fil noué sur le fil de la trame. |
| Mahaju | Méthode de teinture par réserve, l'étoffe à teindre est nouée en différents endroits pour jouer sur la densité de couleur.          |
| Batik  | Technique inventée à Java consistant à masquer avec de la cire les parties non teintes                                              |

#### Impression

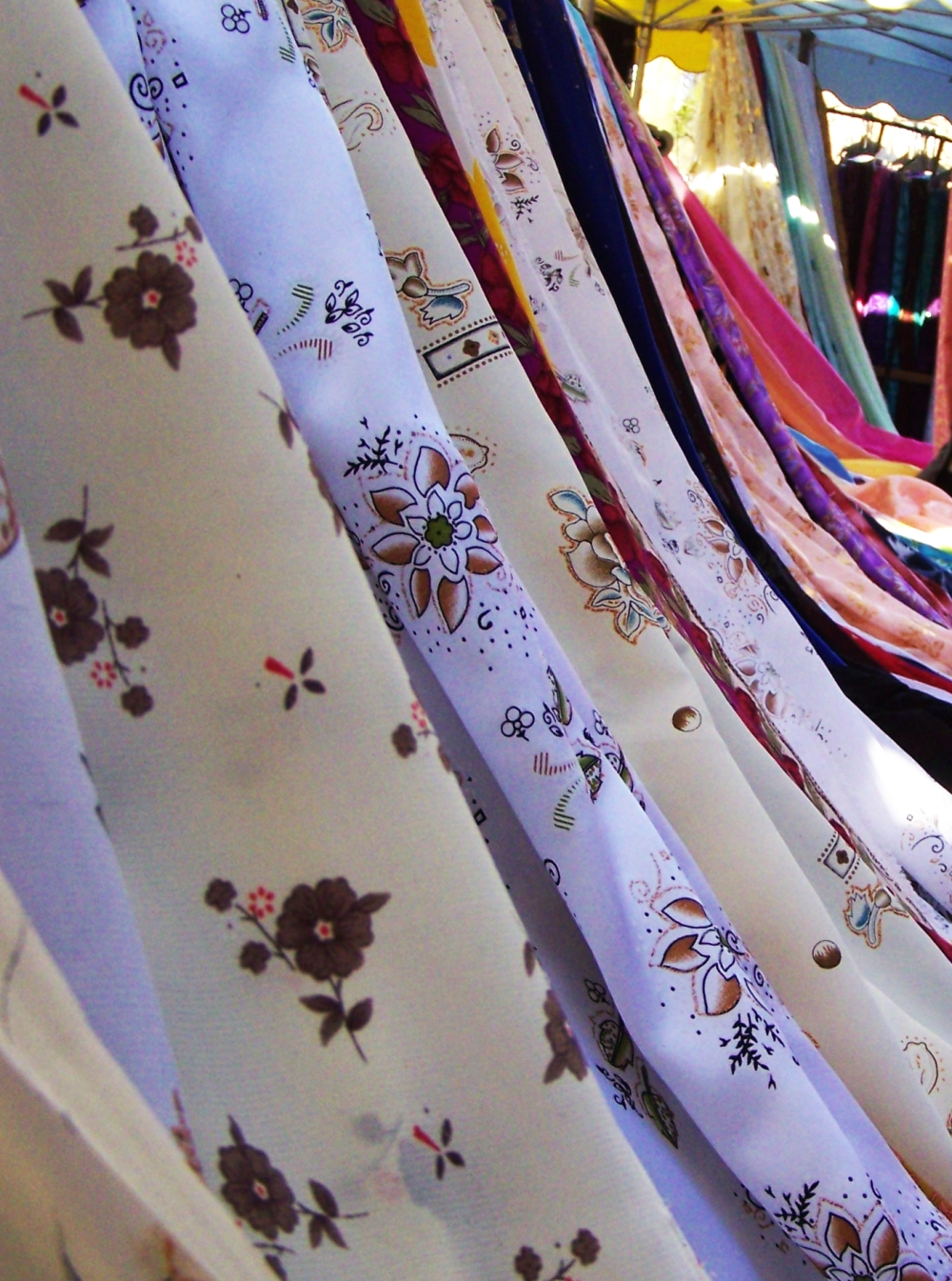
Tissus imprimés.

L’impression est la décoration d’une étoffe par un motif répétitif. Historiquement, l’impression daterait du IIe millénaire av. J.-C. et serait originaire des Indes.
| Nom                        | Caractéristiques |
| -------------------------- | --- |
| Dévorage                   | S’applique pour les supports de deux fibres distinctes. La pâte d’impression contient un agent chimique qui détruit l’une des fibres.         |
| Flocage                    | Le motif est encollé et saupoudré de fibres textiles courtes pour un aspect velours.                                                          |
| Impression à cadre rotatif | Un rouleau creux, contenant la couleur et découpé aux endroits à imprimer, passe sur l’étoffe ; l’opération est répétée une fois par couleur. |
| Impression à la planche    | Procédé artisanal. Les motifs sont sculptés dans une planche qui est ensuite appliquée sur l’étoffe.                                          |
| Impression par rouleau     | Version mécanique de l’impression à la planche.                                                                                               |
| Impression sérigraphique   | Le motif est gravé sur du vernis fixé sur un cadre puis appliqué sur l’étoffe.                                                                |
| Pochoir                    | Procédé artisanal. Le motif est pré-découpé dans une plaque qui s’applique sur l’étoffe et les couleurs sont appliquées à la brosse.          |
| Thermocollage              | Collage de motifs figuratifs ou de patterns (strass ou perles synthétiques) en planches.                                                      |

### Textiles à usage technique
Les TUT sont de plus en plus dénommés textiles techniques et fonctionnels. Ils contribuent à la diversification du secteur textile traditionnel, en réponse aux délocalisations notamment.
Ils regroupent des tissages de matériaux dont les performances et propriétés fonctionnelles qui diffèrent de celles des fibres textiles traditionnelles. On les retrouvera notamment surtout dans des applications techniques et parfois extrêmes : ailes d'avions, voiles de bateaux, pansements, vestes de pompier, prothèses médicales, stabilisateur de route, para-grêle, dirigeables, etc.
La production de TUT croît régulièrement depuis les années 1990 (Marché estimé à 65 milliards d'euros en 1995, puis à 85 milliards d'euros en 2005, et qui pourrait atteindre 100 milliards d'euros vers 2010[réf. souhaitée].
Le 1er producteur et le 1er consommateur de textile technique en Europe serait l'Allemagne où la recherche est pilotée par un réseau de compétences supra régional dit Conseil en Recherches Textiles, avec 16 unités de recherche (en 2007) et de nombreux partenaires institutionnels et industriels[réf. souhaitée].
Un nouveau type de textile fait son apparition[Quand ?] : les Smart Textiles incorporant de l'électronique pour plus d'interaction avec l'utilisateur ou l'environnement. Ces nouveaux produits promettent des applications dans les domaines du médical (vêtement avec capteur cardio-vasculaire, respiratoire, thermomètre, etc.), du loisir (veste avec lecteur MP3 intégré, mode : vêtement lumineux), de la sécurité (dossard clignotant et communicant, etc.). On[Qui ?] évoque aussi des tissus susceptibles de produire de l'électricité, c'est-à-dire jouant le rôle de panneaux solaires, susceptible de recharger des batteries de téléphone, ordinateur, etc. voire d'alimenter des dirigeables[réf. souhaitée].

### Performance des textiles
Applications
- bactériostatisme
- résistance mécanique
- anti-statisme
- protection feu
- oléofuge / hydrofuge
- géotextiles / agrotextiles
- smart textiles / Textronique

Caractéristique mécanique
- comparaison d'essais en traction de différentes fibres.
- comparaison d'une éprouvette métallique de même finesse qu'un fil textile.
- Matériau composite

## Typologie
| Nom        | Caractéristiques | Utilisation                     |
| ---------- | --- | ------------------------------- |
| Bachette   | Tissu de coton semblable à une bâche mais en plus léger | Habillement, ameublement        |
| Batiste    | Fine toile de lin | Habillement, chemiserie (vieux) |
| Bogolan    | Tissu teint suivant une technique utilisée au Mali, Burkina Faso, Guinée                                                                                       | Habillement                     |
| Buckram    | Textile, généralement à base de coton et plus rarement de lin, rigidifiée par un trempage de nitrocellulose                                                    | Reliure                         |
| Calicot    | Toile de coton | Drap de lit, etc.               |
| Crêpe      | Tissu léger, à l'origine en soie ayant un aspect granuleux | Habillement                     |
| Cretonne   | Toile de coton | Habillement, Ameublement        |
| Damas      | Tissu jacquard mélangeant fils mats et brillants | Linge de table, ameublement     |
| Dentelle   | Tissu ajouré | Habillement                     |
| Denim      | Tissu de coton résistant | Habillement, Jean               |
| Faille     | Tissu de soie (ou acétate, polyester) à gros grains formant de petites côtes                                                                                   | Habillement                     |
| Feutre     | À l'origine textile obtenu par l'agglomération de fibres animales par des opérations thermiques et mécaniques de foulage                                       | Chapeau, Habitat, Habillement   |
| Flanelle   | Tissu à l'origine de laine à l'aspect duveteux et doux au toucher. Aspect obtenu par foulage. Aussi utilisé pour des tissus de coton ayant les mêmes qualités. | Habillement                     |
| Gabardine  | Tissu serré présentant une côte en diagonale sur l'endroit | Habillement                     |
| Gaze       | Toile légère et transparente | Habillement, Médical            |
| Indienne   | Étoffe de coton peinte | Habillement                     |
| Jacquard   | Tissu réalisé avec un « métier Jacquard », à l'origine en soie                                                                                                 |                                 |
| Kelsch     | Tissu de lin à carreaux bleus et/ou rouges | Linge de maison                 |
| Linon      | Toile de lin délicate, transparente et aérée | Chemises, lingerie, mouchoirs   |
| Lustrine   | Tissu de coton d'armure croisée, fortement apprêté et glacé sur une face                                                                                       | Habillement (doublure)          |
| Métis      | Tissu réalisé avec une chaîne en pur coton et une trame en pur lin, contenant au minimum 40 % de lin                                                           |                                 |
| Moiré      | Tissu à fines côtes transversales utilisant les reflets des fils de soie, viscose, etc. pour créer des motifs changeants                                       |                                 |
| Moire      | Étoffe à reflets changeants obtenus en écrasant le grain du tissu avec une calandre (machine à lustrer ou glacer les tissus) spéciale                          |                                 |
| Mousseline | Tissu fin et transparent de coton ou de laine. Origine ville de Mossoul                                                                                        |                                 |
| Organdi    | Mousseline enduite d'un apprêt | Habillement, broderie           |
| Ottoman    | Tissu à grosses côtes transversales | Ameublement, Habillement        |
| Pongé      | Taffetas de soie léger et souple | Habillement                     |
| Popeline   | Tissu de coton serré et pesant. À l'origine, tissu dont la chaine était en coton et la trame en laine retorse                                                  | Habillement                     |
| Satin      | Tissu plat, uni, brillant et initialement en soie | Habillement, Ameublement        |
| Serge      | Tissu à armure sergé | Habillement                     |
| Taffetas   | Toile de soie légère et brillante | Habillement                     |
| Tulle      | Étoffe légère à maille hexagonale | Habillement, Ameublement        |
| Tussor     | Tissu de soie sauvage rustique |                                 |
| Tweed      | Tissu épais en laine | Habillement                     |
| Velours    | Étoffe à l'aspect velu sur l'endroit, serré sur l'envers | Habillement, Ameublement        |
| Vichy      | Étoffe de coton à carreaux tissé et teint d'au moins deux couleurs                                                                                             | Habillement                     |

## Usage courant
Le textile sert à la confection de vêtements spécifiques aussi divers que variés.

### Civil
- Chiffon
- Coussin
- Couverture
- Drap
- Drapeau
- Écharpe
- Enveloppe à mouchoirs
- Linge
- Mouchoir
- Nappe de table
- Napperon
- Panneaux décoratifs textile
- Parure de lit
- Rideau
- Sarrau
- Serviette
- Tablier
- Taie d'oreiller
- Tapis de selle
- Tapis de sol
- Tenture

### Religieux
- Amict
- Antependium
- Aube
- Aumusse
- Barrette
- Bannière de procession
- Bure
- Bourse (liturgie)
- Calotte
- Camail
- Châle de prière
- Chasuble
- Chape
- Corporal
- Costume de statue
- Coule
- Dais de mariage
- Dalmatique
- Étole
- Manipule
- Manuterge
- Mitre
- Nappe d'autel
- Nappe de communion
- Pale
- Pallium
- Paramentique
- Purificatoire
- Qamis
- Rochet
- Soutane
- Suaire
- Surplis
- Tapis d'autel
- Tunique
- Voile de ciboire
- Voile de calice
- Voile huméral

## Économie

### Industrie textile

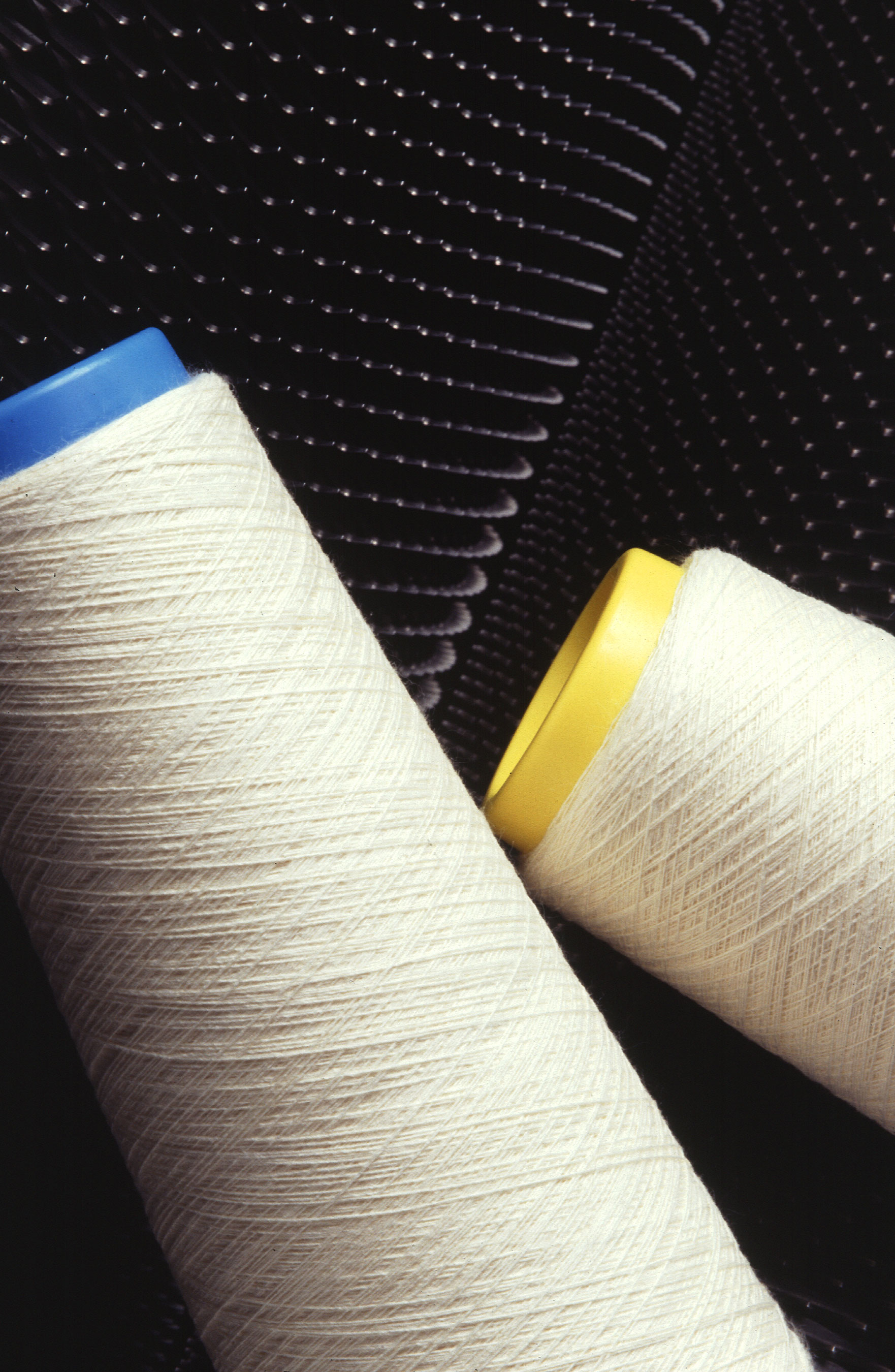
Bobines coniques de fil textile

L'industrie textile débute par une chaîne de transformation partant de matières premières fibreuses jusqu'à des produits semi-ouvrés ou entièrement manufacturés. Elle regroupe de nombreux métiers et commence par transformer des matières premières (fibres naturelles, artificielles ou synthétiques, pigments, additifs) en fils. Les métiers associés sont notamment la filature, le guipage, le moulinage ou encore la texturation. À partir de fils unidimensionnels, le tissage ou tricotage (ou des techniques de tissus non-tissés) produisent des surfaces textiles bidimensionnelles (voire tridimensionnelles) qui peuvent être teintes et/ou imprimées et/ou brodées. Des propriétés particulières leur sont éventuellement apportées par des apprêts chimiques, mécaniques, des enduction, contre-collage, etc.). Les surfaces textiles sont alors transformées en habits, meubles, rideaux ou utilisées pour de nombreux autres buts (ex : géotextiles stabilisants des routes, des voies ferrées..), pour drainer des terrains (agrotextiles), pour faire voler des hélicoptères, suppléer une articulation déficiente ou encore protéger un pompier du feu (textiles techniques fonctionnelles).
En déclin en occident, cette industrie demeure cependant dynamique dans les secteurs du textile technique et du textile de luxe. La majorité des 1 280 entreprises textiles actives en France se situe dans les régions : Alsace, Champagne, Lorraine, Midi-Pyrénées, Nord, Normandie, Picardie, Rhône-Alpes, par exemple, des entreprises telles que Jules Tournier & Fils et la société Bel Maille, spécialistes des tissus techniques.
L'industrie textile est florissante en Asie (Inde, Bangladesh, Chine, etc.) où sont implantées des usines officielles ou des sous-traitants (y compris travaillant pour de grandes marques). Il est reproché à ces usines de rarement respecter le règlement européen REACH, et de mal protéger la santé ou l'intégrité physique de (leur) personnel (et souvent, des enfants y travaillent). Les rares usines traitant leurs eaux ne filtrent pas les produits chimiques (nonylphénol par exemple) qui polluent l'eau et les sols locaux et contribuent à la pollution globale, aussi subie par les pays acheteurs de ces vêtements. Certains polluants et des microplastiques, voire des nanoplastiques (dégradation des fibres synthétiques) quittent les vêtements au fur et à mesure des lavages, polluants des eaux mal filtrés par les usines d'épuration, ou les boues d'épuration. 80 % des légumes français contiendraient notamment du Nonylphénol.
Les grandes marques (françaises ou autres) arborent des écolabels ou des assertions environnementales ou socio-environnementales sur leur site, mais ne peuvent ou déclinent contrôler leur chaîne d'approvisionnement. L'étiquetages des vêtements et autres textiles produits hors Europe ne permet pas de savoir si le règlement REACH ou d'autres exigences environnementales sont respectés, ni la législation internationale du travail, y compris pour des vêtements haut-de-gamme si le textile a été importé sans traçabilité .
Les ouvriers des usines textiles asiatiques sont en outre mal payés ; selon la sociologue et autrice d'une enquête sur la « fast fashion » et ses impacts socio-environnementaux, résumée dans un ouvrage intitulé Une mode éthique est-elle possible ? (2018), majdouline Sbaï, à la fin des années 2010, 50 % des textiles sont en outre « vendus en soldes. Quand on regarde le découpage du prix d’un vêtement, il apparaît que les phases de production et de transport représentent le plus souvent moins de 10 % du prix final. Le salaire de l’ouvrier ne représente même pas 1 % de ce prix. 90 % de la valeur va à la conception, au marketing, à la distribution et à la marge (...) les soldes sont devenues le business model de la fast fashion (...) C’est une logique de vente événementielle quasi-permanente pour que les gens aient envie de revenir dans les magasins. Les marques font du réassort permanent pour que les gens aient soif de nouveauté. Le prix initial auquel était vendu un produit ne veut plus rien dire. Des marques produisent même spécialement pour les soldes. Certaines marques produisent en effet à ces occasions des vêtements avec le même design mais avec un tissu de moins bonne qualité pour le vendre moins cher », avec comme point d'orgue le Black Friday.
En réaction à cette tendance des mouvements comme le collectif De l'éthique sur l'étiquette (créé par quarante-sept syndicats et organisations de consommateurs et de solidarité internationale) plaident pour un commerce équitable, le retour de la qualité et de la transparence sur les prix et les filières et pour une éthique sociale et environnementale, y compris dans le secteur de l'habillement.
De nombreuses marques déploient progressivement des technologies de traçage pour améliorer la transparence d'approvisionnement et la traçabilité des textiles. Comme le groupe H&M qui solidifie sa collaboration avec TextileGenesis™, une technologie pour tracer toutes les matières cellulosiques et synthétiques, ainsi que le polyester recyclé.